# 焦万娜·斯凯蒂诺
焦万娜·斯凯蒂诺（義大利語：Giovanna Schettino，1998年2月26日—），意大利女子赛艇运动员。她曾代表意大利参加美国萨拉索塔举行的2017年世界赛艇锦标赛，获得女子轻量级四人双桨金牌。